# Pensami/Stai
Pensami/Stai è un singolo a 45 giri inciso da Julio Iglesias nel 1978 ed estratto dall'album Sono un pirata, sono un signore.
Il disco, uscito su etichetta CBS e prodotto da Gianni Belfiore, fu pubblicato per l'Italia, dove raggiunse il 3º posto delle classifiche e dove fu in il quinto singolo in assoluto più venduto nel 1979.

## Descrizione

### Pensami
Pensami è un adattamento in italiano di Júrame (in castigliano: 'giurami'), un brano bolero scritto negli anni venti dalla compositrice messicana María Grever. Il testo italiano è stato scritto da Gianni Belfiore, mentre gli arrangiamenti sono a cura di Rafael Ferro.
Oltre che nell'album Sono un pirata, sono un signore, Pensami si ritrova in vari altri album antologici di Iglesias quali Da Manuela a Pensami, Pour toi, In Concert, ecc.

#### Testo
(Pensami (1978))
Il brano si presenta come una sorta di dichiarazione d'amore fatta ad una donna descritta con degli "occhi azzurro mare" (in grado però anche di ingannare un uomo). Il protagonista si dichiara sorpreso di quanto è innamorato e si dice disposto a fare follie pur di avere questa donna, anche se i conoscenti dubitano della sincerità dei suoi sentimenti; si inoltre geloso quando vede lei assorta nei propri malinconici pensieri, perché crede che lei stia pensando agli amori passati. E le chiede di pensarlo, sognarlo e di baciare "tutta la sua pelle".
La frase del brano "Baciami, bacia tutta la mia pelle: si può arrivare alle stelle" è citata dal personaggio di Billo (interpretato da Jerry Calà) in una scena del film del 1983 Vacanze di Natale: in quella scena vi è un botta e risposta con citazioni di alcune canzoni tra lui e l'ex fidanzata Ivana (interpretata da Stefania Sandrelli).

### Stai
Stai è una cover di Limelight, il brano scritto da Charlie Chaplin per il film Luci della ribalta. Il testo di Stai è stato scritto da Gianni Belfiore, mentre gli arrangiamenti sono a cura di Ramón Arcusa.

#### Testo
(Stai (1978))
Il protagonista del brano chiede ad una donna di cui fino a poco tempo prima ignorava l'esistenza e della quale si è innamorato a prima vista, di rimanere più tempo con lui.

## Tracce
1. Pensami – 4:04 (testo: Gianni Belfiore – musica: María Grever)
2. Stai – 5:01 (testo: Gianni Belfiore – musica: Charlie Chaplin)

## Classifiche
| Paese  | Posizione massima | Nr. di settimane |
| ------ | ----------------- | ---------------- |
| Italia | 3                 |                  |